# L'Épopée des civilisations
 (novembre 2018).
- Si vous ne connaissez pas le sujet, laissez ce bandeau (vous pouvez alors contacter les auteurs).
- Si vous supprimez le contenu mis en cause (vous pouvez préalablement contacter les auteurs),

argumentez précisément cette suppression dans la page de discussion
(un manque de référence n'est pas un argument ; une recherche réelle de référence doit avoir été effectuée, être formellement documentée).
L'Épopée des civilisations est un essai de Bernard Nadoulek.
Sous-titre : Le choc des civilisations n'aura pas lieu, mais la guerre des ressources a commencé.

## Biographie
Bernard Nadoulek, dit "Bob", l'auteur, est né le 3 mai 1950. Il est décédé le 19 juin 2022. Il fut musicien, professeur d'arts martiaux (karaté 5ème dan, kendo), créateur d'entreprises, docteur en philosophie, professeur de civilisations comparées et conseil en stratégie.

## Titre
Le titre de ce livre de Bernard Nadoulek est clair : le conseiller en stratégie entend nous faire revivre le trajet des principales civilisations, et réagir à l'opinion de Samuel P. Huntington, en déclarant que le choc des civilisations, qui, selon ce dernier, pourrait avoir lieu en raison de la remontée en puissance des religions, ne se produira pas. Mais que c'est à la lutte pour garantir leur approvisionnement en énergie que les États - les civilisations en parlant à plus grande échelle - devront avoir recours - et même ont déjà recours.

## Le contexte mondial: la fin des idéologies, le retour du «religieux»
Au XXe siècle, on peut dire, planétairement, nous avons assisté, premièrement, à l'affrontement idéologique entre fascisme, communisme et démocratie libérale, et dans un second temps, à l'opposition bipolaire du bloc Est communiste et du bloc Ouest capitaliste. De nos jours, nous assistons au retour du « religieux », ou mieux dit de la réaffirmation des États fondée sur les « civilisations ». Après la chute du Mur de Berlin, on a pu croire à l'avènement d'une civilisation universelle, où il semblait que pourraient régner la démocratie libérale et le capitalisme. On avait espoir que pouvait régner un nouvel ordre, garanti maintenant par l'ONU. Les États-Unis, le « vainqueur », étaient vus par beaucoup comme le modèle de cette démocratie libérale et de ce capitalisme, censés se répandre partout.
Mais aujourd'hui, certains auteurs, notamment Samuel P. Huntington, évoquent, en raison du retour du « religieux », l'éventualité d'une guerre des civilisations. Les États-Unis ont décidé unilatéralement en mars 2003 d'occuper l'Irak, remettant ainsi en cause la crédibilité de l'ONU et du droit international. Qu'en est-il vraiment ? Est-ce dans cette direction vers laquelle on va ? Vivons-nous aujourd'hui un choc des civilisations, au sens d'un affrontement entre, par exemple, l'Orient et l'Occident, ou une crise de LA civilisation, au sens universel de ce terme, c'est-à-dire une crise de l'ensemble de l'humanité à ce stade poussé de développement matériel et intellectuel ? Une première réponse : les civilisations, qui sont des entités composites, divisées en nations et en peuples, en ethnies et en langues..., les civilisations ne sont pas des acteurs internationaux, elles ne savent pas faire de politique, elles ne savent pas déclarer la guerre.

## Un changement de LA civilisation engendrant une crise d’identité
Pour Bernard Nadoulek, il semble que nous assistons bien à une crise de l'humanité arrivée à ce stade de développement matériel et intellectuel, qui se traduit par un redéploiement identitaire généralisé. De nombreux auteurs ont formulé différentes théories sur la nature de cette crise, dont Samuel P. Huntington. Quelle que soit la théorie adoptée, le mécanisme d'une telle crise n'est pas nouveau : à chaque grande étape de mutation de l'Histoire de l'humanité, le changement des conditions d'existence remet en cause les valeurs des sociétés. Il s'ensuit un état d'anomie plus généralisé : les normes morales ainsi que les normes sociales sont moins respectées, ce qui augmente par conséquent l'insatisfaction générale. Il peut même se produire des suicides anomiques, qui viennent d'activités fortement déréglées, c'est-à-dire dont les règles ne sont plus du tout respectées. Lors d'un tel bouleversement de l'Histoire de l'humanité - ou dans une plus petite proportion d'une société quelconque -, l'érosion des valeurs dure jusqu'à ce que de nouvelles formes de sociabilité remplacent les précédentes.
En ce qui concerne plus précisément LA civilisation et les civilisations, dans cette période de crise, on assiste dans chaque civilisation à un retour aux valeurs morales et religieuses traditionnelles, qui viennent compenser l'affaiblissement du lien social grâce à un ressourcement identitaire. C'est un mécanisme qui se produit comme naturellement pour éviter la démoralisation des sociétés. Mais, parallèlement à cet aspect sage du rôle des civilisations, on assiste aussi à des résurgences plus extrémistes telles que xénophobie, racisme, intégrisme religieux. D'autre part, ce qu'il y a de nouveau dans la crise actuelle, c'est, premièrement, son ampleur mondiale - du fait du rôle de médias maintenant planétaires, de la constitution de grosses entreprises de niveau mondial -. C'est, deuxièmement, le décalage entre pays développés et pays en voie de développement, et entre pays en voie de développement eux-mêmes - seulement un simple ajustement pour les premiers, un grand bond du stade pré-industriel, voire médiéval, au stade post-industriel pour les seconds, comme la manière dont leurs valeurs traditionnelles permettront - permettent déjà - d'aborder la mutation en cours. C'est, troisièmement et enfin, pour les civilisations, la persistance prévisible de leur ressurgissement, même si la crise de transition de l'Histoire de l'humanité - de LA civilisation - est provisoire.

## Malgré la résurgence d’aspects plus extrémistes (…), le choc des civilisations n’aura pas lieu
Il est réel, malgré des faits comme les purifications ethniques, les manifestations intégristes de tout bord, les actes terroristes revendiqués au nom de la religion, le choc des civilisations n'aura pas lieu. Et cela pour trois raisons. Première raison, d'aspect 'historique'. Les différences culturelles n'ont jamais été les causes des guerres. Celles-ci ont toujours eu des aspects beaucoup plus concrets, soit de nature économique soit de nature politique. Reconnaissons cependant que le caractère davantage civilisé de notre propre culture a souvent été utilisé comme discours pour justifier un acte d'agression vis-à-vis d'un pays d'une autre culture. Deuxième raison, d'aspect 'géographique'. Les guerres qui ont une dimension ethnique, religieuse ou identitaire ont le plus souvent lieu entre membres d'une même civilisation ou entre peuples vivant en situation de proximité. Enfin, troisième raison, davantage importante, d'aspect plus spécifiquement 'identitaire'. Ce n'est pas l'étranger, celui qui habite loin, qu'on veut de temps en temps tuer, c'est son voisin proche, son semblable, celui qui nous ressemble. Par exemple, lors du génocide au Rwanda, un Hutu contre un Tutsi. Lors de la purification ethnique en ex-Yougoslavie, un Serbe contre un Croate ou un Bosniaque, un Croate contre un Serbe ou un Bosniaque. Selon Bernard Nadoulek, l'affrontement actuel entre les États-Unis et le monde musulman est à ranger également dans la "guerre entre les semblables".

## L’impact des civilisations, pour la recherche de nouvelles formes de sociabilité
D'abord, qu'est ce qu'une civilisation ? Reprenons les quelques éléments déjà esquissés. LA civilisation est "le plus haut degré d'unité des groupes qui composent le genre humain". C'est "la civilisation [ ] dans son sens universel d'état d'avancement matériel et intellectuel [de l'humanité]" à une époque donnée. Quant aux civilisations prises dans leur sens 'identitaire', ce sont "les facteurs culturels communs à des peuples qui peuvent avoir évolué sur le plan historique et essaimé sur le plan géographique". Par exemple, la civilisation latine. Selon un autre point de vue, les civilisations, ce sont "des strates de cultures [qui se sont] accumul[ées au fil du temps et qui se sont] transform[ées] en civilisation[s] dans le flux des générations". "[Au centre de ce processus de structuration, ] les croyances [et] les religions." Il y a une explication à cela : "seules les croyances et les religions posaient les problèmes de l'existence humaine et de sens, de même que les problèmes de l'origine du monde, de son fonctionnement et de sa finalité".
L'impact des civilisations sur l'ensemble de l'humanité en ce temps de grande mutation matérielle et intellectuelle - repères brouillés et situations ne paraissant plus aussi claires - se produit ainsi : par le retour en force des valeurs morales et religieuses. Les civilisations tendent effectivement à rétablir les liens socioculturels affaiblis par la crise. Mais on note aussi cette tendance négative, d'exclusion : les phénomènes de xénophobie et de racisme, de fondamentalisme religieux et d'intégrisme. Question : le retour en force des civilisations va-t-elle constituer un retour de l'humanité vers le passé, une régression, ou va-t-elle plutôt contribuer à un meilleur accès à la modernité, à ancrer des formes d'économie de marché et de démocratie adaptées aux valeurs des différentes formes de société ? C'est ce à quoi Bernard Nadoulek, à travers cet ouvrage, tentera de répondre. Une donnée de taille : les moyens à présent planétaires de communication.

## Une forte probabilité à bref échéance: la bataille pour les ressources
Il est certain que ce qu'il commence à y avoir, ce n'est pas la crise des civilisations, mais la crise de LA civilisation. Effectivement, ce qui commence à nous poser problème, c'est la civilisation mondiale et notre modèle de développement industriel, qui cause la pollution et par elle les troubles climatiques. Et de plus, au train auquel on les exploite, les ressources naturelles, qui sont encore relativement importantes, seront vite épuisées.
Notre modèle de développement touche vraiment à ses limites. Prenons le cas des Chinois. En 2003, la Chine a consommé entre autres 30 % du pétrole extrait. Or, en cette année, seule une très faible fraction de la population vivait selon les standards des pays développés. Que va-t-il se passer dans les prochaines années si la Chine maintient son rythme de croissance pour offrir à son 1,3 milliard d'habitants un mode de vie développé ? Un économiste chinois (Wang Jian) prévoit 60 % des ressources pétrolières. Il ne s'agit là que du seul cas chinois et pour le seul pétrole. Car il est juste de dire que ce problème touche aussi le 1,1 milliard d'Indiens, qui sont dans une situation similaire. Et demain ce problème touchera également les Africains et les Latino-Américains ! Comment leur expliquera-t-on que notre modèle de développement industriel ne pourra tenir ses promesses de développement à ce degré également dans leur "continent" ? Avant même l'épuisement des ressources naturelles, cet économiste chinois prévoit donc une véritable "guerre économique", qui pourrait avoir ses débuts dans cinq ans. De ce point de vue, les États-Unis ont réalisé une « très bonne affaire » avec leur intervention en Irak, étant donné qu'ils se sont installés au cœur de la région qui contient les plus grosses réserves pétrolières mondiales, et qui permet à ce « continent » de garder l'Europe et l'Asie sous contrôle.
Demain, vu l'épuisement certain des ressources naturelles, la position de certains pays - nous pensons évidemment à la Chine - pourrait changer. Pendant les dernières décennies, elle a suivi prudemment la politique économique des États-Unis : libre commerce, donc vente de produits aux États-Unis; achat de bons de Trésor pour compenser le déficit de la balance commerciale américaine. Mais ayant conscience de devenir demain une des premières puissances mondiales, sinon la « première », elle ne suivra plus aveuglément la politique économique des États-Unis. Déjà, en 2004, elle n'a pas acheté de bons de Trésor. Des solutions scientifiques et technologiques seront certainement trouvées à moyen terme pour pallier ce problème des ressources. Mais dans un avenir proche, c'est donc bien vers un conflit économique généralisé si des mesures ne sont pas prises à un niveau international pour éviter cette « guerre économique ». Ainsi, vu le problème des ressources qui se fait déjà sentir, ce n'est pas à une guerre des civilisations à laquelle on assistera, mais en cas de non concertation internationale et de fixation d'un objectif commun sur base des valeurs de l'ensemble des civilisations, c'est assurément vers la bataille pour les ressources que le monde va.

## Les sept civilisations et leur possible apport à LA civilisation
Dans son livre, Bernard Nadoulek décrit les civilisations suivantes :
- la civilisation anglo-saxonne (Europe germanique, États-Unis, Canada, Australie et Nouvelle-Zélande), fondée sur le protestantisme, les libertés civiles, et le libéralisme ;
- la civilisation orthodoxe (Russie, Ukraine, Balkans orientaux, Grèce...), fondée sur le christianisme orthodoxe ;
- la civilisation latine (France, Espagne, Italie, Amérique latine...), fondée sur le catholicisme, la justice sociale et les États régaliens ;
- la civilisation africaine (sans l'Afrique du Nord et la Corne de l'Afrique), fondée sur l'animisme ;
- la civilisation islamique (du Sénégal à l'Indonésie), fondée sur la religion musulmane ;
- la civilisation hindoue (centrée sur l'Inde, le Sri Lanka et la diaspora indienne), fondée sur la religion hindouiste ;
- la civilisation asiatique (Chine, Japon, Corée et Viêt Nam, mais aussi les Philippines inclus), fondée sur le taoïsme, le bouddhisme et le confucianisme.